# John Barrow (football)
Pour les articles homonymes, voir John Barrow et Barrow.
John Barrow fut le premier entraîneur du FC Barcelone. 

## Biographie
Il joue dans le club et était capitaine de l'équipe.
Il fut recruté par Hans Gamper en janvier 1917 mais fut démis de ses fonctions au bout de quatre mois en 1917 et après 19 matchs. Il gagne 12 matchs, 5 matchs nuls et 2 défaites. L'équipe est aussi disqualifiée du Championnat de Catalogne de football pour avoir aligné le joueur argentin Juan de Garchitorena de Carvajal alors que les joueurs étrangers n'étaient pas autorisés. Il buvait aussi beaucoup.